# Ингушетия (ансамбль)
Государственный ансамбль народного танца «Ингушетия» — ансамбль народного танца Ингушетии, один из ведущих танцевальных коллективов республики. Представляет собой музыкально-хореографический коллектив, творчество которого основано на культурных ценностях и лучших образцах народного искусства ингушского и других народов Кавказа. В концертных программах и хореографических постановках ансамбля нашли своё воплощение старинные горские обычаи, традиции и обряды.

## История
Ансамбль народного танца «Ингушетия» был создан 19 мая 1993 года, по инициативе первого президента Республики Аушева, одной из основположниц была легендарная Рая Евлоева, за год полтора набрали состав, позднее оркестр, костюмы. Начиная с 1995 года он выступает не только на родине, но и гастролирует по другим странам. Первой стала поездка в Ирак (1995, 1996), затем — в Израиль (1997), Польшу и Турцию (2000). В 2007 году ансамбль принял участие в Международном фестивале г. Канны (Франция), в 2008 году в рамках «Дней Российской культуры» выступал на фестивале «Славянская весна» в Испании. Ансамбль также гастролировал в Италии, Германии, Бельгии и Казахстане.

## Награды
- 2000 — I место в номинации «Стилизованная хореография», Международный танцевальный конкурс в Закопане, Польша
- 2001 — Кубок Международного фольклорного хореографического фестиваля в Арагоне, Италия
- 2008 — I место в номинации «хореография», фестиваль «Мелодии единства», Ульяновск
- 2009 — I место на V Международном конкурсе танцевальных пар и хореографических коллективов памяти Инала Кварчия, Сочи

Танцоры ансамбля Адам Имагожев и Хеди Чумакова — лауреаты Московского международного фестиваля детского и юношеского творчества «Зажги свою звезду» (2000 г.) и призёры Московского танцевального конкурса «Лицо мира» (II место в номинации «Российский лидер профессионального исполнения парного народного танца», 2002 г.). Солист ансамбля[кто?] на фестивале «Славянское содружество» (Сочи, 2008) получил I премию за высокое исполнительское искусство и артистизм.

## Состав
В состав ансамбля входят танцоры, музыканты и вокальные исполнители (всего более 30 человек). В 1996—2001 годах художественное руководство ансамблем осуществлял Дикалу Музакаев. Начиная с 2001 года художественным руководителем «Ингушетии» является Исса Гадаборшев.